# Aleksandr Ałow
Aleksandr Aleksandrowicz Ałow (ros. Алекса́ндр Алекса́ндрович А́лов; ur. 1923, zm. 1983) – radziecki reżyser filmowy oraz scenarzysta. Ludowy Artysta ZSRR.

## Życiorys
Podczas wojny ZSRR z Niemcami walczył na froncie jako żołnierz korpusu kawalerii w szeregach Armii Czerwonej, był ranny i kontuzjowany. Szlak bojowy zakończył w Wiedniu. Razem z Władimirem Naumowem tworzyli reprezentacyjną parę „nowej fali radzieckiej”. Przez wiele lat pełnili funkcję kierowników artystycznych zespołu twórczego Mosfilmu. Ukończył wraz z Władimirem Naumowem wydział reżyserski WGIKu. Po śmierci Naumowa zrealizował w 1983 roku film Brzeg. W 1985 pośmiertnie otrzymał Nagrodę Państwową ZSRR. Spoczywa pochowany na Cmentarzu Wagańkowskim w Moskwie.

## Wybrana filmografia
- 1954: Stara forteca
- 1956: Na polu chwały
- 1956: Wiatr w oczy
- 1961: Pokój przychodzącemu na świat
- 1962: Moneta
- 1966: Paskudna historia
- 1970: Ucieczka
- 1980: Teheran 43
- 1983: Brzeg

## Odznaczenia
- Order Czerwonego Sztandaru Pracy (1981)
- Order Czerwonej Gwiazdy (1945)
- Medal „Za zasługi bojowe” (1944)
- Medal 100-lecia urodzin Lenina (1970)
- Medal „Za obronę Stalingradu”
- Medal „Za zwycięstwo nad Niemcami w Wielkiej Wojnie Ojczyźnianej 1941–1945”

I inne.